# Dario Querci
Dario Querci (Messina, 12 novembre 1831 – Roma, 8 aprile 1918) è stato un pittore italiano.

## Biografia
Dario Querci nacque da Pacino e da Nicoletta Fiumara nei pressi della chiesa di San Giovanni di Malta nella città peloritana dove si formò con il pittore Antonino Bonanno, ma presto passò a studiare con Nicola Miller, nel 1851 entrò nello studio di Michele Panebianco assieme ad Antonino Salinas.
Durante le rivoluzioni del 1848, fu attratto dai combattimenti, progettando artiglieria. Dipinse tele, tra cui Matteo Palizzi circondato dai congiurati, raffigurante il nobile siciliano che si opponeva al dominio straniero dell'isola. Nel 1854, finanziato da uno stipendio di 255 lire concesso dal comune di Messina, si trasferì con Panebianco per studiare a Roma. Lì fece amicizia con il pittore tedesco Peter von Cornelius.
- Nel 1860 prese parte alla spedizione dei Mille.
- Nel 1861 fu presente all'Esposizione italiana agraria, industriale e artistica di Firenze.
- Nel 1864 partecipò all'Esposizione della Società promotrice di belle arti di Palermo.
- Nel 1866 partecipò alla XXV Esposizione della Società promotrice di belle arti di Torino.
- Nel 1873 fu nominato membro e poi segretario della Commissione giudicatrice dell'Esposizione romana di piazza del Popolo.
- Nel 1874 accettò la cattedra di professore di disegno aggiunto presso il Regio Istituto di belle arti di Roma.[2]
- Nel 1895 entrò a far parte della Reale accademia peloritana.

Descritto da Giovanni Battista De Gubernatis come serio e modesto, nel 1873 fu nominato cavaliere nell'Ordine dei Santi Maurizio e Lazzaro; nel 1877 fece parte dell'Ordine della Corona d'Italia. Uno dei suoi allievi fu Giulio Rosati.

## Opere
- 1855, Iddio e gli uomini, dipinto disperso.
- 1856, Federico III di Sicilia che distribuisce pane ai poveri durante l'assedio di Messina da parte di Carlo d'Angiò, opera appartenente a collezione privata, Agrigento.
- 1859, Esposizione di Messina, dipinti di tema sacro o storico:
  - Fede;
  - Speranza;
  - Carità;
  - Religione;
  - Macbeth;
  - Francesca da Rimini;
  - Torquato Tasso a Sant'Onofrio;
  - Angelica e Ruggero;
  - Ferruccio a Gavinana.
- XIX secolo, Angiolo delle tombe, donato all'ingegnere Leone Savoia,
- 1861, Luna e Perollo, dipinto raffigurante la faida familiare medievale in Sicilia, esposto nel 1861 a Firenze, disperso.
- 1861, Basari re dei Bulgari, esposto nel 1861 a Firenze, disperso.
- 1864, Riposo in Egitto, olio su tela esposto alla Promotrice di Palermo, opera custodita nel duomo di San Giorgio di Ragusa.
- 1864, Fausto e Margherita, olio su tela esposto alla Promotrice di Palermo, acquistato dal banchiere Theodore Rabb, opera della quale furono realizzate altre due copie.
- 1864, Il Saraceno Hibraim che uccide la sorella, olio su tela esposto alla Promotrice di Palermo, acquistato dal banchiere Theodore Rabb.
- 1866, Incontro di Dante e Beatrice,[4] presentato alla XXV Esposizione della Società promotrice di belle arti di Torino, opera custodita nella Civica galleria d'arte moderna Empedocle Restivo di Palermo.
- 1866, San Giorgio libera la principessa dal drago, dipinto autografo con la dicitura "Dario Querci Roma 1866", opera commissionata dal Barone Corrado Arezzo di Donnafugata per il duomo di San Giorgio di Ragusa.
- 1861 - 1873, dipinti dispersi: 
  - I profughi di Praga;
  - Beatrice Cenci;
  - Giulietta e Romeo e la Fornarina;
  - Galileo Galilei.
- 1873, Cola di Rienzo parla alla popolazione di San Giorgio in Velabro[5] o Arringa del tribuno, opera premiata con una medaglia a Vienna e pervenuta in una collezione privata tedesca.
- 1874, Alboino re dei Goti e Origine dello stemma di famiglia, opere commissionate dal principe Orsini di Roccagorga e custodite nella Galleria nazionale d'arte moderna e contemporanea di Roma.
- 1874c., due dipinti commissioni del barone Joseph Alexander von Humber, entrambi dispersi.
  - Ambasciatore austriaco viaggia in treno a Gala per presentare le sue credenziali a papa Pio IX nel 1860, olio su tela;
  - Episodio durante il viaggio in Giappone.
- 1878, Umberto I e Margherita di Savoia,[5] ritratti di re e regina d'Italia commissionati dal comune di Messina dopo la morte del re Vittorio Emanuele II.
- 1881, Proclamazione della Costituzione repubblicana in Campidoglio[5] - Triumvirato Armellini - Mazzini - Saffi, collezione Renata Boccanelli, Roma.
- 1882, Umberto I, ritratto di re, Museo del Risorgimento di Palermo.
- 1882, Ritratto di signora in nero (Ritratto della regina Margherita di Savoia ?),[6] olio su tela autografo con la dicitura "Dario Querci Roma 1882", opera custodita nel Museo regionale di Messina.
- 1884, Ritratto del duca Pio Grazioli, Accademia di San Luca di Roma.[5]
- 1866, Ingresso di Garibaldi a Palermo,[5] opera riprodotta per riviste d'arte in Italia e L'Illustrazione Italiana della Casa di Treves.
- 1891, Umberto I e Margherita di Savoia,[5] ritratti di re e regina d'Italia a grandezza naturale commissionati dalla Camera di Commercio di Messina.
- XIX secolo, Immacolata concezione, olio su tela, opera custodita nella cappella eponima nella cattedrale di San Giovanni Battista di Ragusa.

Molti ritratti sono documentati a Istanbul e Vienna. In Italia si annoverano quelli del principe Orsini, della baronessa Camerata Scorazzo, di Enrica Parisi, del barone Giuseppe Natoli, di Filippo Cordova, dei senatori Salvatore Tommasi e Luigi Basile, del barone Donnafugata, della baronessa Cordova e del conte Baumansaint.